# Grigore Moisil
Grigore Constantin Moisil (10. ledna 1906 Tulcea – 21. května 1973 Ottawa) byl rumunský matematik a informatik. Věnoval se především matematické logice (Łukasiewicz–Moisilova algebra), algebraické logice a diferenciálním rovnicím. Łukasiewiczovu tříhodnotovou logiku, o níž se velmi zajímal, aplikoval na teorii automatů. Stál tím u zrodu rumunské počítačové vědy.
Vystudoval matematiku na Bukurešťské univerzitě (1929). V roce 1931 získal doktorát na Pařížské univerzitě. Poté se vrátil do Rumunska a učil na Univerzitě v Jasy, v roce 1939 se zde stal profesorem. V roce 1941 tuto pozici získal na Bukurešťské univerzitě. V letech 1946–1948 přednášel v Istanbulu. Poté se vrátil do Rumunska.